# لين هاوغ
لين هاوغ (بالنرويجية البوكمول: Linn Haug)‏ هي متزلجة نرويجية، ولدت في 6 مارس 1990 في تروندهايم في النرويج.

## وصلات خارجية
- لين هاوغ على موقع الاتحاد الدولي للتزلج (ركوب لوح الثلج) (الإنجليزية)
- لين هاوغ على موقع اللجنة الأولمبية الدولية (الإنجليزية)
- لين هاوغ على موقع أوليمبيديا (الإنجليزية)
- لين هاوغ على موقع ألعاب إكس (مؤرشف) (الإنجليزية)